# 북아메리카 축구 연맹
북아메리카 축구 연맹(영어: North American Football Union)은 북아메리카 지역의 축구 협회 연합이다.

## 소속팀
- 캐나다
- 미국
- 멕시코

## 같이 보기
- 중앙아메리카 축구 연맹
- 카리브 축구 연맹